# Albești (Mureș)
Albeşti (Duits: Weißkirch; Hongaars: Fehéregyháza) is een comună (gemeente) in het district Mureș, Transsylvanië, Roemenië. De gemeente bestaat uit negen dorpen, namelijk:
- Albeşti (Duits: Weißkirch; Hongaars: Fehéregyháza)
- Bârlibăşoaia
- Boiu
- Jacu
- Şapartoc (Hongaars: Sárpatak, "Modderige Stroom")
- Ţopa
- Valea Albeştiului
- Valea Dăii
- Valea Şapartocului

## Geschiedenis
De eerste vermelding van Albeşti stamt uit het jaar 1231.

## Galerij

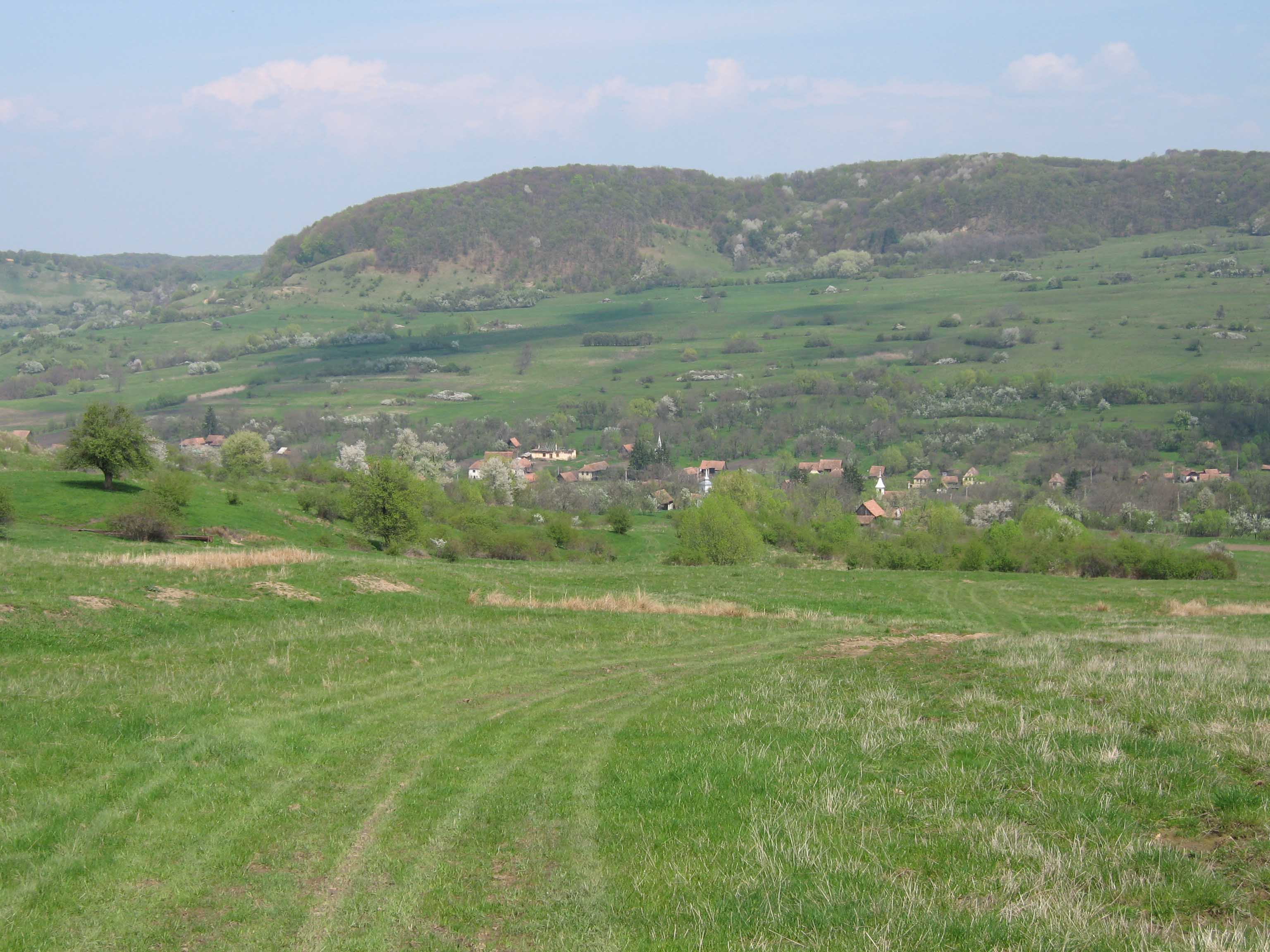
Şapartoc gezien vanop het pad naar Sighișoara